# Фигурация
Фигура́ция (от лат. figura внешние очертания, образ, изображение) в музыке — вид техники композиции, фактурная разработка отдельных тонов мелодии (мелодической линии). Широко используется в вариационной форме, для реализации педали, в джазовой импровизации и в других стилевых и жанровых контекстах.

## Краткая характеристика
Наиболее часто под термином «фигурация» подразумевается фактурная обработка мелодии (мелодической линии), как в монографиях Э Тоха (1928), Л. А. Мазеля (1952) и Ю. Н. Тюлина (1977). Е. В. Герцман и М. И. Катунян различают три разновидности фигурации — мелодическую, гармоническую и ритмическую. В Русском Гроуве фигурация определяется как «непрерывное, размеренное, однотипное движение, характерное главным образом для аккомпанирующих голосов, связующих отрезков, вариаций»; это определение близко к тому, которое приводится и в оригинальном словаре Гроува издания 2001 года.
Конкретный облик тех или иных фигураций определяется стилистикой исторической эпохи. Фигурирование составляет специфику вариационного метода развития и вариационных форм, в частности, так называемых фигурированных (орнаментальных) вариаций.